# Adinia xenica
Adinia xenica är den enda arten i det monotypiska släktet Adinia. Den lever i USA i sött-, bräckt såväl som extremt salt vatten i kustnära områden vid Mexikanska golfen. Den förekommer sällsynt som akvariefisk, men är svår att sköta och odla i fångenskap. Det är en så kallad icke-annuell art bland de äggläggande tandkarparna, och till skillnad från de annuella årstidsfiskarna i samma grupp behöver äggen alltså ingen diapaus för att utvecklas.

## Utseende
Adinia xenica blir som vuxen upp till och med 6 centimeter lång. Färgen är gråbrun till svart, på bakkroppen med gråvita, tvärgående ränder – därav av artepiteten multifasciata och multifasciatus på ett par av dess synonymer (se lista över synonymer till höger). Det är latin och betyder "(med) många ränder".